# Anghel Saligny
Anghel Saligny (Foksány (románul Focșani), 1854. április 19. – Bukarest, 1925. június 17.) román mérnök, a Dunán átívelő Fetești-Cernavodă vasúti híd tervezője 

## Élete
Édesapja, Alfred Saligny tanár, Elzászból érkezett Romániába. Az elemi iskolát szülővárosában végezte, az apja által alapított intézetben. A gimnáziumot szintén itt kezdte el, majd Potsdamban végezte. Eredetileg a csillagászat érdekelte, ezért a Berlini Egyetemen ilyen jellegű kurzusokat látogatott, többek között Hermann von Helmholtz-nak is tanítványa volt. Mérnöki tanulmányait Charlottenburgban végezte, majd a szászországi vasútépítésnél (Cottbus-Frankfurt an der Oder) dolgozott. Alapító tagja volt a bukaresti Politechnikai Társaságnak (ez volt a mai Bukaresti Műszaki Egyetem elődje). 1892-ben a Román Akadémia tagja lett, melynek 1907 és 1910 között az elnöki tisztét is betöltötte. 
Anghel Saligny testvére, Alfons Oscar Saligny (1853–1903) kémikus volt, szintén a Román Akadémia tagja.

## Művei

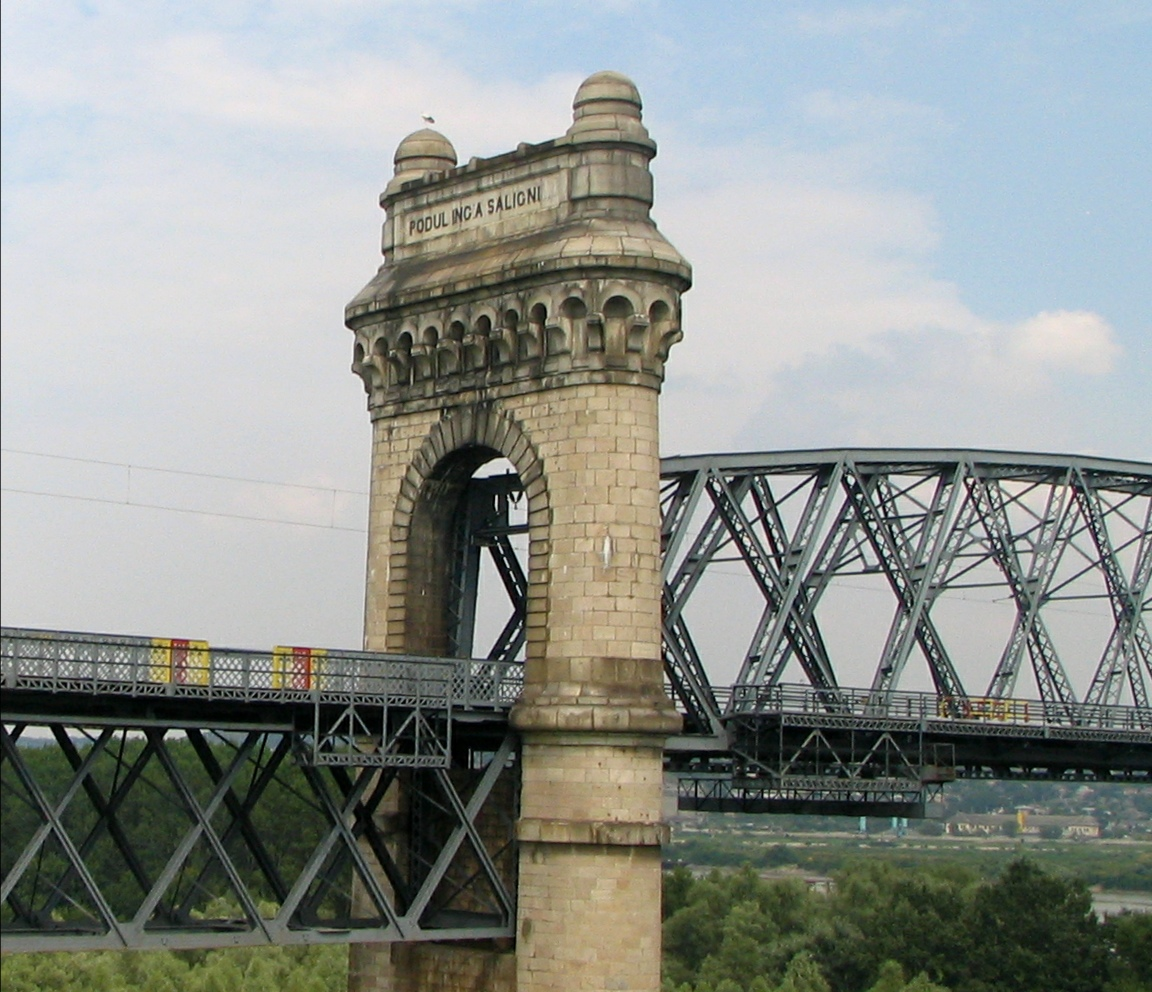
A Fetești-Cernavodă vasúti híd

Műveiben (hidak, utak, silók, kikötők) olyan új elemek találhatók, amelyek a maguk idején nagy technikai előrelépést jelentettek. 
Ő tervezte az Adjud – Târgu Ocna vasútvonalat, melynek során az országban elsőként épített a vasút-közút kombinált hidat.Több fémből készült hidat tervezett, például a Cosmești-nél a Szeret folyón át egy 430 méter hosszúságút.  
1884 és 1889 között Saligny tervezte és építette a világon az első vasbeton silókat, amelyek ma is léteznek (Konstanca, Brăila és Galați). A konstancai kikötőben ő építette az olajexportot kiszolgáló speciális medencét, illetve két silót a gabonakivitelhez.
A legfontosabb műve a Fetești-Cernavodă vasúti híd volt. A híd építése 1890-től 1895-ig tartott. Öt nyílása van, négy közülük 140 méter széles, a középső pedig 190 méter. Ahhoz, hogy a hajók át tudjanak haladni a híd alatt, 30 méterrel a víz felszíne felett emelték.